# ينس أ. دو
ينس أ. دو (بالإنجليزية: Jens A. Doe)‏ هو عسكري أمريكي، ولد في 20 يونيو 1891 في شيكاغو في الولايات المتحدة، وتوفي في 25 فبراير 1971.